# Riells i Viabrea
Riells i Viabrea település Spanyolországban, Girona tartományban. Riells i Viabrea Arbúcies, Sant Feliu de Buixalleu, Breda, Sant Celoni, Gualba és Fogars de Montclús községekkel határos. Lakosainak száma 4499 fő (2024).

## Népesség
A település népessége az elmúlt években az alábbi módon változott:
| Lakosok száma | 154  | 556  | 503  | 453  | 740  | 2818 | 3779 | 4000 | 4124 | 4499 |
|               | 1717 | 1887 | 1936 | 1960 | 1986 | 2004 | 2009 | 2014 | 2019 | 2024 |